# Kia Rio
Kia Rio — автомобиль малого класса корейской компании Kia Motors выпускавшийся с 1999 по 2023 год. 

## Первое поколение
Первое поколение выпускалось в кузовах седан и универсал. Последний был чем-то средним между хетчбэком и универсалом, как Subaru Impreza (GF).

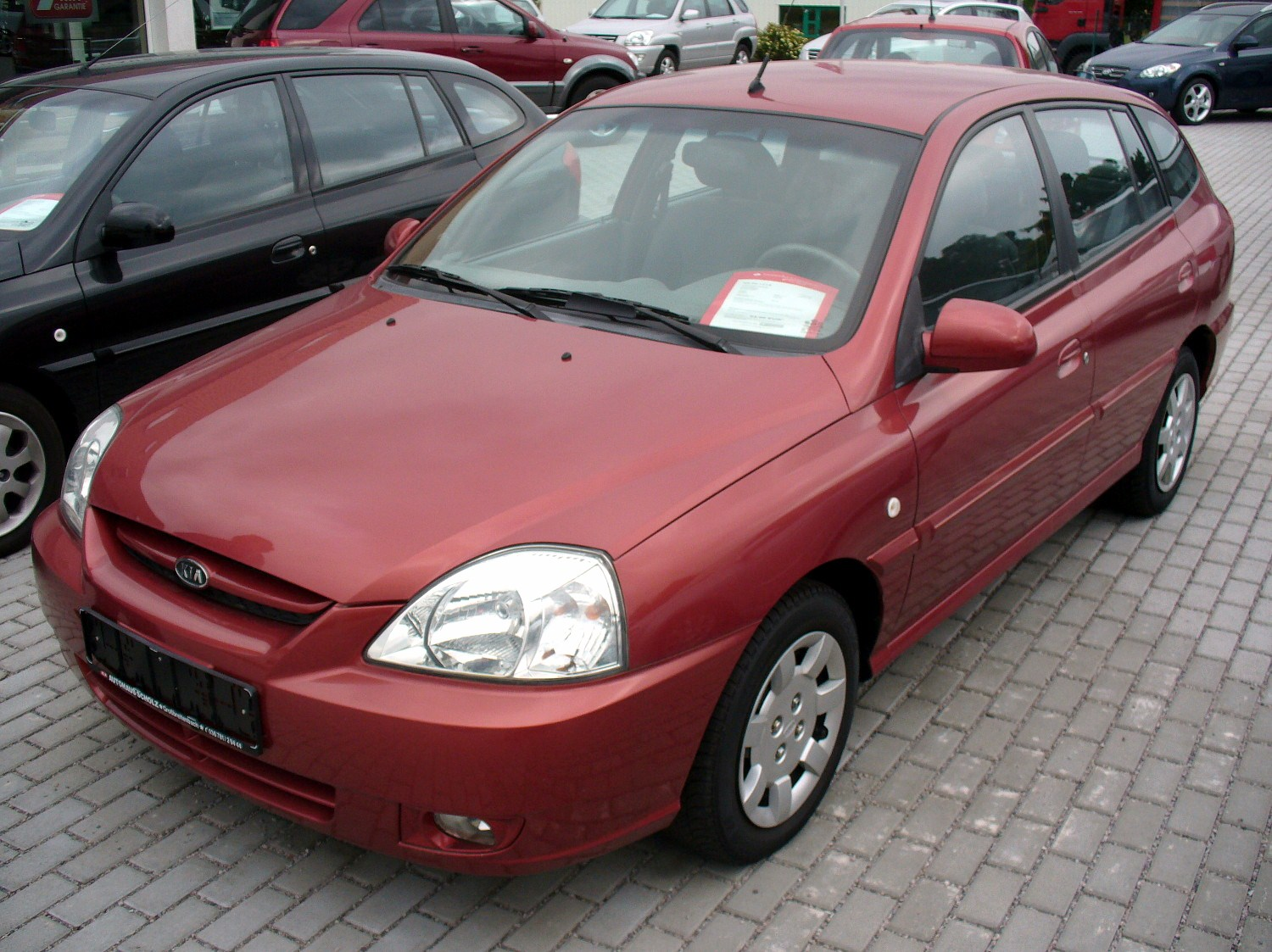
Kia Rio DS 2003—2005

В 2003 году модель получила обновлённый дизайн: передние фары стали более крупными и выразительными. Улучшенной звукоизоляции подверглись капот, крыша и задняя полка.  Рестайлинговая модель получила также усиленные передние тормоза.

### Двигатели
| Модель    | Цилиндров / Клапанов | Рабочий объём | Мощность                         | Крутящий момент      |
| --------- | -------------------- | ------------- | -------------------------------- | -------------------- |
| A3D 1,3 л | в ряд 4/8            | 1343 см³      | 55 кВт (75 л. с.) при 5400/мин   | 113 Н·м при 3000/мин |
| A5D 1,5 л | в ряд 4/16           | 1493 см³      | 71.1 кВт (97 л. с.) при 5800/мин | 133 Н·м при 4500/мин |

## Второе поколение
В четвёртом квартале 2005 года на рынок вышло второе поколение.
В 2010 году Kia Motors в сотрудничестве с немецким дизайнером Петером Шрайером обновила модель, изменив решётку радиатора, руль, передний и задний бамперы, добавив спойлер в люксовую комплектацию, а также добавив несколько новых цветов. Однако ни колёсная база седанов и хетчбэков, ни размеры салона не изменились. С 2010 года собирается в России в Калининграде на заводе Автотор.

### Безопасность
На NCAP-краштесте Rio получил:
| Euro NCAP                               | Euro NCAP | Euro NCAP | Euro NCAP |
| --------------------------------------- | --------- | --------- | --------- |
| Рейтинги                                | Пассажир  |           | 29        |
| Рейтинги                                | Ребёнок   |           | 34        |
| Рейтинги                                | Пешеход   |           | 13        |
| Протестированная модель: Kia Rio (2005) |           |           |           |

### Двигатели
Предлагался один дизельный и два бензиновых двигателя. Коробка передач — механическая пятиступенчатая. В комплекте и с 1,4-литровым, и с 1,6-литровым бензиновым двигателем возможна четырёхступенчатая автоматическая коробка переключения передач.
В Россию официально поставлялся только вариант с двигателем 1.4 литра и механической или автоматической коробкой на выбор.
| Модель          | Цилиндров / Клапанов | рабочий объём | Мощность                        | Крутящий момент      |
| --------------- | -------------------- | ------------- | ------------------------------- | -------------------- |
| 1,4 л G4EE      | в ряд 4/16           | 1399 см³      | 71 кВт (97 л. с.) при 6000/мин  | 125 Н·м при 4700/мин |
| 1,6 л G4ED      | в ряд 4/16           | 1599 см³      | 82 кВт (112 л. с.) при 6000/мин | 146 Н·м при 4500/мин |
| 1,5 л CRDi D4FA | в ряд 4/16           | 1493 см³      | 81 кВт (110 л. с.) при 4000/мин | 235 Н·м при 1900/мин |

## Третье поколение
В январе 2011 года были официально опубликованы эскизы 3 поколения Kia Rio, базирующегося на платформе Hyundai i20 и Hyundai Solaris. 11 февраля 2011 года были опубликованы уже и первые официальные изображения, а сама официальная презентация 3 поколения Kia Rio хетчбэк состоялась 1 марта 2011 года — в день открытия Женевского автосалона. В апреле 2011 года на автосалоне в Нью-Йорке была представлена евро-американская версия Kia Rio седан, а на автосалоне в Шанхае — его аналог для китайского рынка Kia K2. В мае 2011 года было анонсировано, что для России создаётся изменённая модель Kia Rio, производство которого началось 15 августа 2011 года на заводе Hyundai в Санкт-Петербурге, а сама модель была презентована 17 августа 2011 года. За основу нового Kia Rio для России была взята версия для китайского рынка — Kia K2 — адаптирована для российского рынка. Впоследствии был проведен рестайлинг.
| Euro NCAP                                            | Euro NCAP | Euro NCAP | Euro NCAP             |
| ---------------------------------------------------- | --------- | --------- | --------------------- |
| · общий рейтинг                                      |           |           |                       |
| 92%                                                  | 84%       | 46%       | 86%                   |
| взрослый пассажир                                    | ребёнок   | пешеход   | активная безопасность |
| Протестированная модель: Kia Rio 1.2 GLS, LHD (2011) |           |           |                       |

## Четвёртое поколение
Производство четвёртого поколения Kia Rio в кузове седан началось 4 июля 2017 года на заводе Hyundai в Санкт-Петербурге, а продажи начались 1 августа 2017 года. Версия для России отличается от автомобилей на других рынках увеличенной колесной базой, другой линейкой двигателей и настройками подвески, пакетом «Теплые опции».
10 октября 2017 года был представлен кросс-хетчбэк Kia Rio X-line, специально разработанный для России. Автомобиль отличается увеличенным на 10 мм дорожным просветом, изменёнными настройками подвески, а также защитным обвесом из чёрного неокрашенного пластика. Продажи автомобиля начались 14 ноября 2017 года. 1 февраля 2019 года начались продажи Kia Rio X-line с увеличенным до 195 мм дорожным просветом.

### Рестайлинг 2020 года
В 2020 году в России начали продавать рестайлинговый седан Kia Rio с обновлённым дизайном, модернизированной медиасистемой с увеличенным экраном и расширенным выбором опций. Вместе с рестайлингом седана был проведен рестайлинг хетчбэка Kia Rio X-Line. У седана и хетчбэка появилась спортивная версия Style.

### Двигатели
| Модель и объём двигателя, л | Тип двигателя, количество цилиндров/клапанов | Рабочий объём, см³ | Мощность                          | Крутящий момент      |
| --------------------------- | -------------------------------------------- | ------------------ | --------------------------------- | -------------------- |
| G4LC, 1,4                   | Рядный, 4/16                                 | 1368               | 73,3 кВт (100 л. с.) при 6000/мин | 132 Н·м при 4000/мин |
| G4FG, 1,6                   | Рядный, 4/16                                 | 1591               | 90,2 кВт (123 л. с.) при 6300/мин | 151 Н·м при 4850/мин |

### Расход топлива

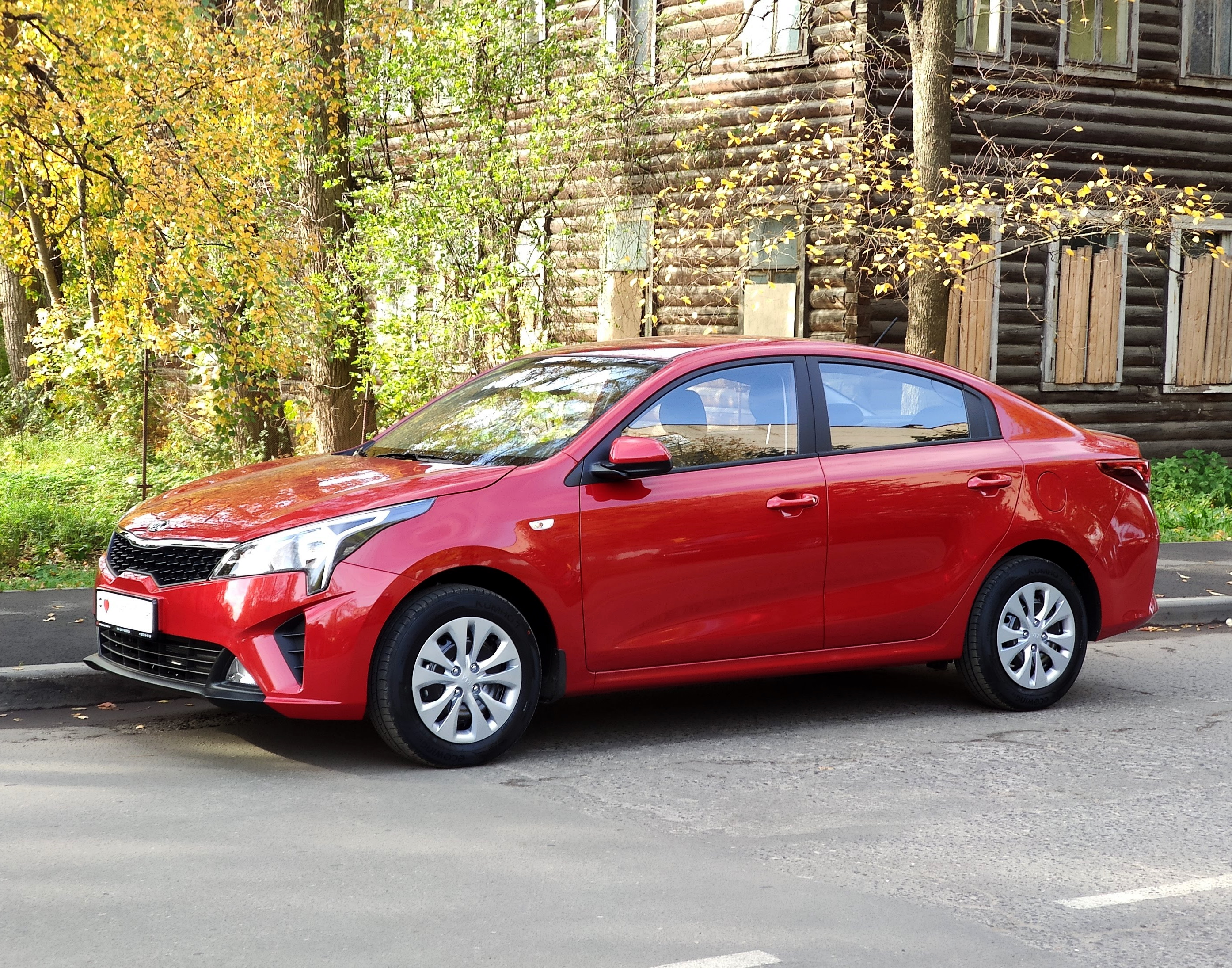
Седан Kia Rio (рестайлинг 2020 года)

| Объём двигателя, л | Мощность, л. с. | КПП  | Расход топлива (официальный), л/100км | Экологический класс |
| ------------------ | --------------- | ---- | ------------------------------------- | ------------------- |
| 1,4                | 100             | МКПП | 5,7                                   | Евро-5              |
| 1,6                | 123             | МКПП | 6,0                                   | Евро-5              |
| 1,4                | 100             | АКПП | 6,4                                   | Евро-5              |
| 1,6                | 123             | АКПП | 6,6                                   | Евро-5              |

### Solaris KRS
Впервые Solaris KRS был представлен в феврале 2024 года, а его продажи начались весной 2024 года в одном из дилерских центров Москвы. KRS является второй моделью бренда Solaris, после Solaris HS, и является полным аналогом Kia Rio Sedan, собранным из остатков машинокомплектов. Цена автомобиля была оценена в 2180000 рублей.
Модель предлагается в комплектациях Classic Audio, Comfort и Prestige.

### Solaris KRX
Solaris KRX является третьей моделью бренда Solaris, после Solaris HS и Solaris KRS. Представляет собой версию Solaris KRS с кузовом хетчбэк. Его сидения обтянуты тканью во всех комплектациях, причём в самую топовую комплектацию были добавлены материалы повышенного качества.
На центральной консоли расположена мультимедийная система с экраном диагональю 7 дюймов. Диагональ карпьютера составляет 4,2 дюйма. Заднему ряду присущи обогрев сидений Prestige и один USB-разъём. Объём багажника 390 л.
Модель предлагается в комплектациях Luxe, Style, Prestige, Comfort и Premium. Гарантия составляет 3 года или 100000 км.